# Asnoz
Asnoz es un despoblado español del municipio de Arce, perteneciente a la Comunidad Foral de Navarra.

## Historia
Hacia mediados del siglo XIX, el lugar, ya por entonces perteneciente a Arce, tenía contabilizada una población de 32 habitantes. Aparece descrito en el tercer volumen del Diccionario geográfico-estadístico-histórico de España y sus posesiones de Ultramar de Pascual Madoz con las siguientes palabras:

ASNOZ: l. del valle y ayunt. de Arce, en la prov., aud. terr. y c. g. de Navarra, part. jud. de Aoiz (2 leg.), merind. de Sangüesa (7), dióc. de Pamplona (6), arciprestazgo de Ibargoiti: sit. á la der. del r. Urrobi, en terreno elevado y pendiente, con libre ventilacion y clima saludable. Tiene 3 casas y 1 igl. parr. dedicada á la Degollacion de San Juan Bautista, servida por 1 cura párroco de provision ordinaria. Confina el térm. por N. con el de Espoz (1 leg.), por E. con el de Arce (1/2), por S. con el de Nagore (igual dist.), y por O. con el de Gurpegui (3/4). El terreno es muy desigual, pues todo se halla cubierto de eminencias, sierras y barrancos; el cual únicamente prod. trigo, cebada y avena con algunos pastos para sostener el corto número de cab. de ganado lanar que poseen los vec., meros arrendatarios del terreno: pobl. 3 vec. 32 alm.: contr. con el valle.
(Madoz, 1846, p. 41)

El lugar quedó despoblado en el siglo XX.